# Pro-Fart Głowno
Beach Soccer Club Pro-Fart Głowno – polski klub piłki nożnej plażowej założony w 2012. W tabeli wszech czasów I ligi jest to najlepszy klub występujący na tym poziomie rozgrywek.

## Nazwy klubu
| Lata  | Nazwa           |
| ----- | --------------- |
| 2012  | SRR Koziołki    |
| 2013- | Pro-Fart Głowno |

## Zarząd klubu
Od 21 listopada 2015
- Prezes zarządu: Ernest Kotlarek
- Wiceprezes zarządu: Karina Rudnicka, Michał Wójcik
- Skarbnik: Cyprian Kotlarek
- Sekretarz: Mateusz Wardziński

## Mistrzostwa Głowna w piłce nożnej plażowej
Klub od 2016 roku organizuje nad Mrożyczką towarzyski turniej Mistrzostwa Głowna w piłce nożnej plażowej o Puchar Burmistrza Głowna, w którym udział biorą lokalne drużyny amatorskie.
| Rok  |                         |            |                 |
| ---- | ----------------------- | ---------- | --------------- |
| 2016 | KSR Politechnika Łódzka | Lukullus   | Fantazja Głowno |
| 2017 | WIT Poddębice           | Numancia B | Pro-Fart Głowno |

### Nagrody indywidualne
| Rok  | Najlepszy zawodnik                           | Najlepszy strzelec             | Najlepszy bramkarz                  |
| ---- | -------------------------------------------- | ------------------------------ | ----------------------------------- |
| 2016 | Patryk Ożadowicz (Lukullus)                  | Tomasz Florczak (Fantazja)     | Kamil Pacholczyk (KSR Politechnika) |
| 2017 | Arkadiusz Michalak (KAS Konstantynów Łódzki) | Wojciech Borowiec (Numancia B) | Maciej Marciniak (WIT Poddębice)    |

## Udział w rozgrywkach
| Sezon | Rozgrywki ligowe | Rozgrywki ligowe          | Rozgrywki ligowe | Puchar Polski           | Uwagi                                                                                           |
| Sezon | Liga             | Liga                      | Miejsce          | Puchar Polski           | Uwagi                                                                                           |
| ----- | ---------------- | ------------------------- | ---------------- | ----------------------- | ----------------------------------------------------------------------------------------------- |
| 2012  | II               | I liga                    | 7/11             | faza grupowa eliminacji | Pod nazwą SRR Koziołki                                                                          |
| 2013  | II               | I liga (grupa północna)   | 2/7              | faza grupowa            | Awans do turnieju barażowego.                                                                   |
| 2013  | turniej barażowy | turniej barażowy          | faza grupowa     | faza grupowa            | Awans do turnieju barażowego.                                                                   |
| 2014  | II               | I liga (grupa południowa) | 3/6              | faza grupowa            |                                                                                                 |
| 2015  | II               | I liga (grupa południowa) | 3/9              | faza grupowa            | Awans do turnieju barażowego.                                                                   |
| 2015  | turniej barażowy | turniej barażowy          | 3                | faza grupowa            | Awans do turnieju barażowego.                                                                   |
| 2016  | II               | I liga (grupa południowa) | 2/9              | nie przystępował        | Awans do turnieju barażowego.                                                                   |
| 2016  | turniej barażowy | turniej barażowy          | faza grupowa     | nie przystępował        | Awans do turnieju barażowego.                                                                   |
| 2017  | II               | I liga (grupa północna)   | 2/5              | faza grupowa            | Awans do turnieju barażowego.                                                                   |
| 2017  | turniej barażowy | turniej barażowy          | 2                | faza grupowa            | Awans do Ekstraklasy.                                                                           |
| 2018  | I                | Ekstraklasa               | 9/10             | 13. miejsce             | Spadek do I ligi.                                                                               |
| 2019  | I                | Ekstraklasa               | 9/10             | 13. miejsce             | Utrzymanie się w Ekstraklasie na licencji SAN AZS Łódź. Spadek do I ligi.                       |
| 2020  | MP               | nie awansował             | nie awansował    | miejsca 17-19.          | W związku z pandemią COVID-19 Puchar Polski był turniejem kwalifikacyjnym do Mistrzostw Polski. |
| 2021  | I                | Ekstraklasa               | TBA/10           | 16. miejsce             | Pozostanie w Ekstraklasie w związku z nieprzystępieniem innych drużyn.                          |
| 2021  | I                | turniej finałowy          | TBA              | 16. miejsce             | Pozostanie w Ekstraklasie w związku z nieprzystępieniem innych drużyn.                          |